# 3 000 mètres steeple féminin aux Jeux olympiques d'été de 2016
Pour un article plus général, voir Athlétisme aux Jeux olympiques d'été de 2016.
Navigation
Londres 2012 Tokyo 2020
L'épreuve du 3 000 mètres steeple féminin aux Jeux olympiques de 2016 se déroule les 13 et 15 août 2016 au Stade olympique de Rio de Janeiro, au Brésil. Elle est remportée par la Bahrénienne Ruth Jebet dans le temps de 8 min 59 s 75.

## Résultats

### Finale
| Rang               | Athlète               | Pays       | Temps   | Notes |
| ------------------ | --------------------- | ---------- | ------- | ----- |
| Médaille d'or      | Ruth Jebet            | Bahreïn    | 8:59.75 | AR    |
| Médaille d'argent  | Hyvin Jepkemoi        | Kenya      | 9:07.12 |       |
| Médaille de bronze | Emma Coburn           | États-Unis | 9:07.63 | AR    |
| 4                  | Beatrice Chepkoech    | Kenya      | 9:16.05 | PB    |
| 5                  | Sofia Assefa          | Éthiopie   | 9:17.15 | SB    |
| 6                  | Gesa Felicitas Krause | Allemagne  | 9:18.41 | PB    |
| 7                  | Madeline Hills        | Australie  | 9:20.38 | PB    |
| 8                  | Colleen Quigley       | États-Unis | 9:21.10 | PB    |
| 9                  | Genevieve LaCaze      | Australie  | 9:21.21 | PB    |
| 10                 | Lalita Babar          | Inde       | 9:22.74 |       |
| 11                 | Courtney Frerichs     | États-Unis | 9:22.87 |       |
| 12                 | Habiba Ghribi         | Tunisie    | 9:28.75 |       |
| 13                 | Lydia Rotich          | Kenya      | 9:29.90 |       |
| 14                 | Aisha Praught         | Jamaïque   | 9:34.20 |       |
| 15                 | Etenesh Diro          | Éthiopie   | 9:38.77 |       |
| 16                 | Geneviève Lalonde     | Canada     | 9:41.88 |       |
| 17                 | Sara Louise Treacy    | Irlande    | 9:52.70 |       |
| 18                 | Fabienne Schlumpf     | Suisse     | 9:59.30 |       |

### Séries
Les 3 premières de chaque série (Q) et les 6 meilleurs temps (q) se qualifient pour la finale.

#### Série 1
| Rang | Athlète                  | Pays        | Temps   | Notes |   |
| ---- | ------------------------ | ----------- | ------- | ----- | - |
| 1    | Ruth Jebet               | Bahreïn     | 9:12.62 |       | Q |
| 2    | Sofia Assefa             | Éthiopie    | 9:18.75 |       | Q |
| 3    | Gesa Felicitas Krause    | Allemagne   | 9:19.70 |       | Q |
| 4    | Colleen Quigley          | États-Unis  | 9:21.82 |       | q |
| 5    | Lydia Rotich             | Kenya       | 9:30.21 |       | q |
| 6    | Mariya Shatalova         | Ukraine     | 9:30.89 | PB    |   |
| 7    | Peruth Chemutai          | Ouganda     | 9:31.03 | PB    |   |
| 8    | Charlotta Fougberg       | Suède       | 9:31.16 |       |   |
| 9    | Özlem Kaya               | Turquie     | 9:32.03 | SB    |   |
| 10   | Sviatlana Kudzelich      | Biélorussie | 9:32.93 | SB    |   |
| 11   | Fadwa Sidi Madane        | Maroc       | 9:32.94 | SB    |   |
| 12   | Diana Martín             | Espagne     | 9:44.07 |       |   |
| 13   | Ingeborg Løvnes          | Norvège     | 9:44.85 |       |   |
| 14   | Kerry O'Flaherty         | Irlande     | 9:45.35 | SB    |   |
| 15   | Juliana Paula dos Santos | Brésil      | 9:45.95 |       |   |
| 16   | Erin Teschuk             | Canada      | 9:53.70 |       |   |
| 17   | Anju Takamizawa          | Japon       | 9:58.59 |       |   |

#### Série 2
| Rang | Athlète            | Pays        | Temps    | Notes |   |
| ---- | ------------------ | ----------- | -------- | ----- | - |
| 1    | Beatrice Chepkoech | Kenya       | 9:17.55  |       | Q |
| 2    | Emma Coburn        | États-Unis  | 9:18.12  |       | Q |
| 3    | Habiba Ghribi      | Tunisie     | 9:18.71  | SB    | Q |
| 4    | Lalita Babar       | Inde        | 9:19.76  | NR    | q |
| 5    | Madeline Hills     | Australie   | 9:24.16  | SB    | q |
| 6    | Fabienne Schlumpf  | Suisse      | 9:30.54  | NR    | q |
| 7    | Hiwot Ayalew       | Éthiopie    | 9:35.09  |       |   |
| 8    | Matylda Kowal      | Pologne     | 9:35.13  | PB    |   |
| 9    | Sanaa Koubaa       | Allemagne   | 9:35.15  | PB    |   |
| 10   | Victoria Mitchell  | Australie   | 9:39.40  | SB    |   |
| 11   | Michelle Finn      | Irlande     | 9:49.45  |       |   |
| 12   | Tigist Mekonen     | Bahreïn     | 9:49.92  |       |   |
| 13   | Maria Bernard      | Canada      | 9:50.17  |       |   |
| 14   | Meryem Akda        | Turquie     | 9:50.28  |       |   |
| 15   | Sandra Eriksson    | Finlande    | 9:56.77  |       |   |
| 16   | Luiza Gega         | Albanie     | 9:58.49  |       |   |
| 17   | Nastassia Puzakova | Biélorussie | 10:14.08 |       |   |
| 18   | Amina Bettiche     | Algérie     | 10:26.91 |       |   |

#### Série 3
| Rang | Athlète              | Pays            | Temps    | Notes |   |
| ---- | -------------------- | --------------- | -------- | ----- | - |
| 1    | Hyvin Jepkemoi       | Kenya           | 9:24.61  |       | Q |
| 2    | Genevieve LaCaze     | Australie       | 9:26.25  |       | Q |
| 3    | Courtney Frerichs    | États-Unis      | 9:27.02  |       | Q |
| 4    | Geneviève Lalonde    | Canada          | 9:30.24  |       | q |
| 5    | Zhang Xinyan         | Chine           | 9:31.47  |       |   |
| 6    | Anna-Emilie Møller   | Danemark        | 9:32.68  | AJR   |   |
| 7    | Etenesh Diro         | Éthiopie        | 9:34.70  |       | q |
| 8    | Aisha Praught        | Jamaïque        | 9:35.79  |       | q |
| 9    | Sudha Singh          | Inde            | 9:43.29  |       |   |
| 10   | Salima Elouali Alami | Maroc           | 9:44.83  |       |   |
| 11   | Eliane Saholinirina  | Madagascar      | 9:45.92  |       |   |
| 12   | Sara Louise Treacy   | Irlande         | 9:46.24  |       | q |
| 13   | Ancuța Bobocel       | Roumanie        | 9:46.28  |       |   |
| 14   | Tuğba Güvenç         | Turquie         | 9:49.93  | SB    |   |
| 15   | Maya Rehberg         | Allemagne       | 9:51.73  |       |   |
| 16   | Belén Casetta        | Argentine       | 9:51.85  |       |   |
| 17   | Lennie Waite         | Grande-Bretagne | 10:14.18 |       |   |

## Légende
Records et Performances
- AR : Record continental (area record)
- CR : Record des championnats (championship record)
- MR : Record du meeting (meet record)
- NR : Record national (national record)
- OR : Record olympique (olympic record)
- PR : Record paralympique (paralympic record)
- PB : Record personnel (personal best)
- SB : Meilleure performance personnelle de la saison (season's best)
- WL : Meilleure performance mondiale de l'année (world leader)
- WJR : Record du monde junior (world junior record)
- WR : Record du monde (world record)

Circonstances et Conditions
- DNF : N'a pas terminé (did not finish)
- DNS : N'a pas pris le départ (did not start)
- DQ : Disqualification (disqualification)
- NM : Aucun essai valable enregistré (No Mark)
- Q : Qualifié « directement » au prochain tour (ou à la prochaine compétition), lors d'une compétition majeure, grâce au classement ou à la réalisation des minima (automatic qualifier)
- q : Qualifié au prochain tour (ou à la prochaine compétition), lors d'une compétition majeure, grâce au repêchage ou à la réalisation de l'une des meilleures performances parmi celles des « non qualifiés directement » (grâce au meilleur temps ou à la meilleure distance par exemple) (secondary qualifier)